# Пожаревацки договор
Пожаревацкият договор, познат още и като Договорът от Пасаровиц е мирен договор между Австрия и Венецианската република от една страна и Османската империя от друга, подписан през 1718 година. С него приключва Австро-турската война (1716 – 1718).
Според него Османската империя трябва да предаде на Хабсбургите Мала Влахия, част от Банат, Смедеревския санджак с Белград и Северна Босна, а на Венеция някои крепости в Албания и острови в Йонийско море.
Австрийско управление е установено за 20 години над Белград и околностите му със Смедеревския санджак. Под австрийско управление попадат и крайните северозападни български земи в Тимошко и Поморавието (по р. Велика Морава).